# Working Week
Working Week est un groupe de jazz-dance britannique actif dans les années 1980 et 1990. 

## Histoire
Working Week est formé en 1983 par le guitariste Simon Booth et le saxophoniste Larry Stabbins (en) du groupe Weekend, qui prend fin lorsque la chanteuse Alison Statton choisit de devenir institutrice. Initialement, le groupe est composé de neuf musiciens dont la tromboniste Annie Whitehead, la chanteuse Julie Tippett, le pianiste Keith Tippett et le percussionniste Bosco D'Oliveira. Working Week sort son premier single Venceremos (We Will Win) au cours de l'année suivante,. La chanson est un hommage au chanteur chilien Víctor Jara, avec les voix de Robert Wyatt et Tracey Thorn (du groupe Everything but the Girl). Elle est le titre du groupe qui obtient la meilleure place dans le UK Singles Chart (64e). 
Booth et Stabbins recrutent ensuite Juliet Roberts comme chanteuse permanente et commencent à travailler sur un album. Le premier album Working Nights sort sur Virgin Records en avril 1985. Produit par Robin Millar et mélangeant de nombreux styles tels que la soul, le jazz et la musique latine, l'album est un succès avec 150 000 ventes au Royaume-Uni et à l'étranger. 
Roberts continue à chanter sur l'album Compañeros (1986) et sur Surrender, sorti en 1987, mais quitte le groupe après le single de cette année-là, Knocking on Your Door. Julie Tippett revient en tant que chanteuse pour l'album Fire in the Mountain (1989), et Eyvon Waite est chanteur solo pour Black and Gold (1991), le dernier album studio du groupe. 
Working Week apparait le 9 février 1986 au Royal Albert Hall lors d'un concert caritatif pour les victimes de la tragédie d'Armero en Colombie en 1985. La même année, le groupe contribue à la bande originale du film Absolute Beginners. 

## Discographie

### Albums
- Working Nights (Virgin Records V2343) – 1985, UK no 23
- Compañeros (Virgin Records V2397) – 1986, UK no 72
- Surrender (Virgin Records V2468) – 1987
- Payday (Best of Working Week) (compilation), (Virgin Records Ltd./Venture VEGD19) – 1988, réédition 1999
- Pay Check (compilation, US version de Payday) (Venture 2–90997) – 1988
- Fire in the Mountain (10 Records DIX86) – 1989
- Black and Gold (10 Records DIX95) – 1991[7]

### Singles
- Venceremos (We Will Win) – 1984 (UK no 64)
- Storm of Light – 1984 (UK no 88)
- Inner City Blues – 1985 (UK no 93)
- Sweet Nothing – 1985 (UK no 83)
- Stella Marina – 1985
- I Thought I'd Never See You Again – 1985 (UK no 80)
- Too Much Time – 1986 (UK no 94)
- South Africa – 1986
- Rodrigo Bay – 1986
- Don't Touch My Friend – 1986
- Surrender – 1987
- Largo – 1987
- Knocking On Your Door – 1988
- Eldorado – 1989
- Blade – 1989
- Testify – 1990
- Positive – 1991 (UK no 96)
- Holding On – 1991[7]